# Redmon (Illinois)
Redmon es una villa ubicada en el condado de Edgar en el estado estadounidense de Illinois. En el Censo de 2010 tenía una población de 173 habitantes y una densidad poblacional de 451,32 personas por km².

## Geografía
Redmon se encuentra ubicada en las coordenadas 39°38′41″N 87°51′41″O / 39.64472, -87.86139. Según la Oficina del Censo de los Estados Unidos, Redmon tiene una superficie total de 0.38 km², de la cual 0.38 km² corresponden a tierra firme y (0%) 0 km² es agua.

## Demografía
Según el censo de 2010, había 173 personas residiendo en Redmon. La densidad de población era de 451,32 hab./km². De los 173 habitantes, Redmon estaba compuesto por el 98.84% blancos, el 0% eran afroamericanos, el 0% eran amerindios, el 0% eran asiáticos, el 0% eran isleños del Pacífico, el 1.16% eran de otras razas y el 0% pertenecían a dos o más razas. Del total de la población el 1.73% eran hispanos o latinos de cualquier raza.